# Molnár József (birkózó, 1992)
Molnár József (1992. április 29. –)  magyar szabadfogású birkózó. A Kecskeméti TE sportolója. 2010-ben, 2011-ben, 2012-ben, 2013-ban szabadfogásban a 60 kg-os súlycsoportban, 2014-ben, 2016-ban, 2017-ben és 2018-ban szabadfogásban a 61 kg-os súlycsoportban, 2015 és 2019-ben pedig 65 kg-os súlycsoportban felnőtt országos bajnok.

## Sportpályafutása
Birkózói pályafutását az Abony Birkózó Clubnál kezdte. 2010-ben, 2011-ben, 2012-ben és 2013-ban az Abony BC sportolójaként országos bajnoki címet szerzett szabadfogásban a 60 kg-os súlycsoportban. 2014-ben szabadfogásban országos egyéni bajnok lett a 61 kg-os súlycsoportban, a Csepel BC-Abony BC sportolójaként. 2016-ban országos bajnok lett szabadfogású birkózásban a Csepeli BC sportolójaként. 2017-ben a Kecskeméti TE-hez igazolt. Ugyanebben az évben ismét országos bajnok volt a 61 kg-os súlycsoportban szabadfogásban. 2018-ban ismételten a Kecskemét TE sportolójaként országos bajnok lett a 61 kg-os súlycsoportban szabadfogásban.
A 2016-os birkózó Európa-bajnokságon a selejtezőben a koszovói Kastriot Sedolli volt az ellenfele, akit 10–0-ra legyőzött. A nyolcaddöntőben a román Andrei Dukov 8–1-re legyőzte.
A 2017-es birkózó Európa-bajnokságon nyolcaddöntőjében az azeri Akhmednabi Gvarzatilov volt az ellenfele. Az azeri versenyző 10–2-re győzött ellene.
A 2017-es birkózó-világbajnokság-on a 61 kg-os súlycsoportban alulmaradt orosz ellenfelével, Gadzsimurad Rasidovval szemben 11:0-ra vesztett, majd a vigaszágon rendezett párharcban amerikai ellenfelétől Logan Stiebertől technikai tussal kapott ki, a küzdelem eredménye 10:0 lett.
A 2018-as felnőtt szabadfogású Európa-bajnokság selejtezőjében a bolgár Vlagyimir Dubov volt ellenfele, akitől 8:3 arányban kikapott. Ellenfele végül alulmaradt török kihívójával szemben, így vigaszágon nem kapott esélyt a folytatásra.
A 2018-as birkózó-világbajnokságon a selejtezőben ellenfele a szenegáli Adama Diatta volt. Mérkőzésére 2018. október 20-án került sor. A küzdelem során a szenegáli 10:2 arányban legyőzte.